# Archie Roach
Pour les articles homonymes, voir Roach.
Archie Roach, né le 8 janvier 1956 à Mooroopna (Victoria) et mort le 30 juillet 2022 à Warrnambool (Victoria), est un chanteur, auteur-compositeur et guitariste australien qui traite dans ses chansons de la vie réelle et du Temps du rêve des Aborigènes.

## Biographie
Archie Roach a d'abord vécu dans la mission aborigène de Framlingham près de Warrnambool dans le sud-ouest du Victoria. Comme beaucoup d'enfants aborigènes de sa génération, il a été enlevé à ses parents et placé dans des familles de Blancs. Maltraité dans les deux premières, il apprend la musique dans la troisième d'où il s'enfuit un peu plus tard pour vivre pendant de nombreuses années dans les rues de Melbourne et d'Adélaïde. C'est là qu'il rencontre Ruby Hunter, sa femme et sa partenaire, avec qui il transforme sa maison en orphelinat pour les enfants aborigènes.
Il a collaboré avec Paul Kelly et a participé à de nombreux festivals aux États-Unis, au Royaume-Uni, en Allemagne, en Chine, au Japon et à Taïwan. Aux États-Unis, il a chanté en première partie de Bob Dylan. Il a remporté de nombreuses récompenses.

## Discographie
- Charcoal Lane (1990)
- Took The Children Away (1990)
- Jamu Dreaming (1993)
- Looking For Butter Boy (1997)
- Sensual Being (2002]